# 韦热讷
韦热讷（法語：Végennes，法語發音：[veʒɛn]）是法国科雷兹省的一个市镇，属于布里夫拉盖亚尔德区。

## 地理
韦热讷（44°58'55"N, 1°44'23"E）面积10.11 平方千米，位于法国新阿基坦大区科雷兹省，该省份为法国中南部省份，北起上维埃纳省和克勒兹省，西接多爾多涅省，南至洛特省，东临多姆山省和康塔爾省。
与韦热讷接壤的市镇（或旧市镇、城区）包括：拉沙佩勒欧圣、屈尔蒙特、凯萨克莱维涅、锡奥尼亚克、贝塔耶。

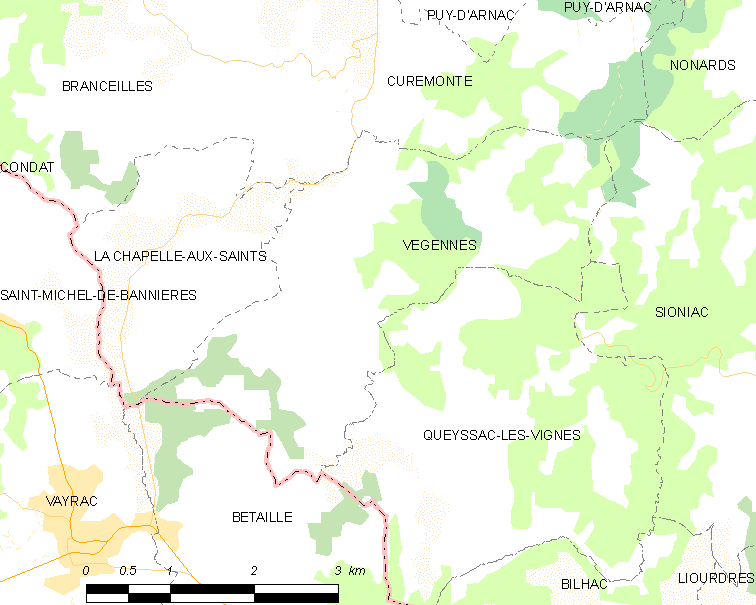
韦热讷的OSM定位图

韦热讷的时区为UTC+01:00、UTC+02:00（夏令时）。

## 行政
韦热讷的邮政编码为19120，INSEE市镇编码为19280。

## 政治
韦热讷所属的省级选区为科雷兹南部县。

## 人口

1962-2008年间韦热讷人口变化图示

韦热讷于2022年1月1日时的人口数量为174人。